# باتری لیتیم پلیمر

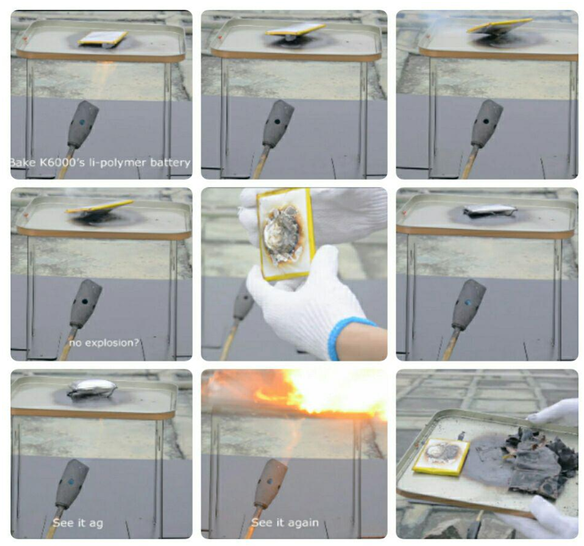
ليتيوم پليمر باتری ای دارای حاشیه زرد رنگ است. اين باتري ایمن تر از باتری لیتیوم-یوني است ، اين باتري تا دماي ١٠٠٠ درجه سانتي گراد را به مدت بيست و شش ثانيه تحمل ميكند و بدون تغيير اساسي حجم يا انفجار باقي مي ماند ؛ ولی باتری لیتیوم-یون پس از ۱۳ ثانیه ماندن در اين دما بشدت افزایش حجم داشته و در نهايت به صورت بسيار خطار ناكي منفجر ميشود.

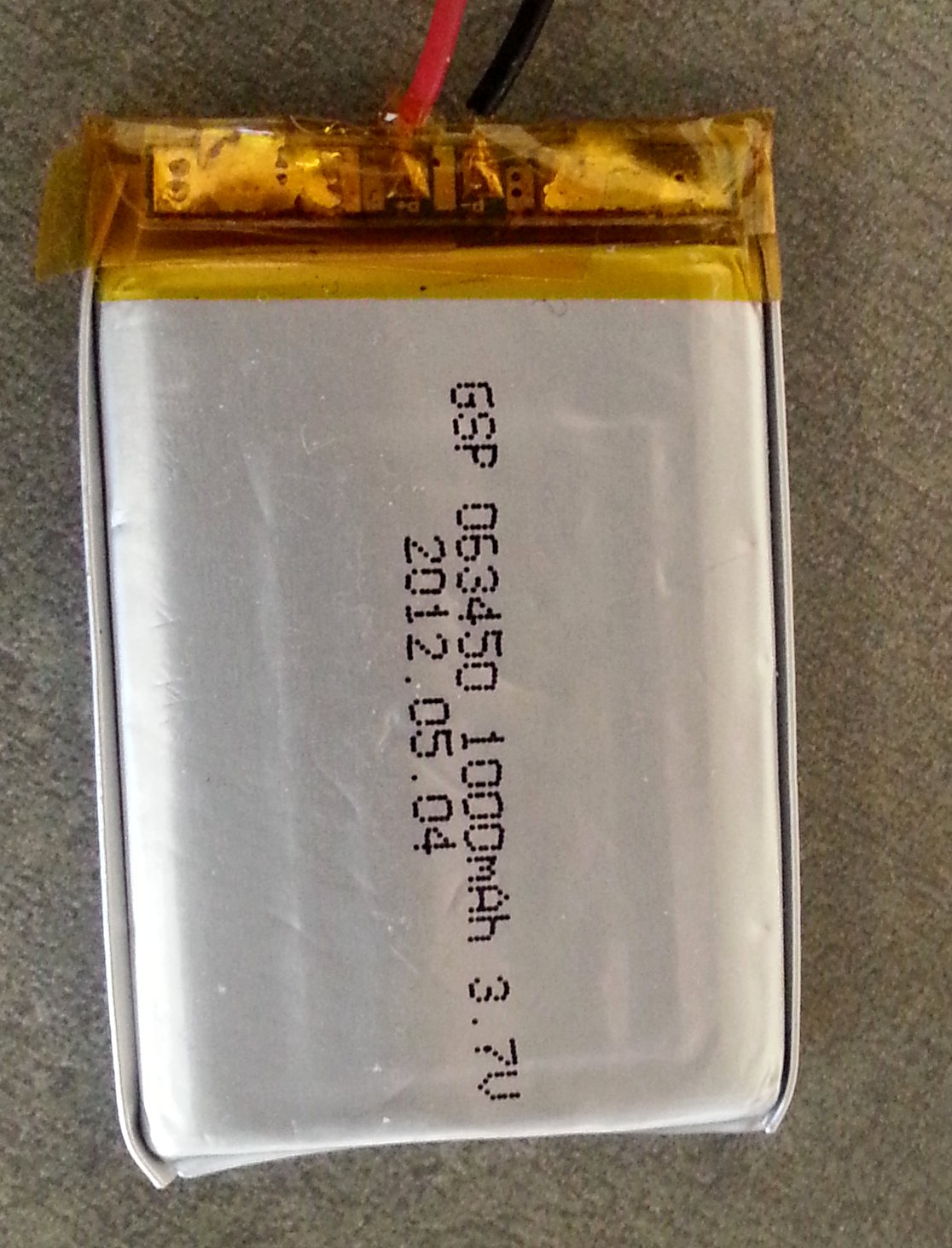
نمونه‌ای از یک باتری لیتیم پلیمر

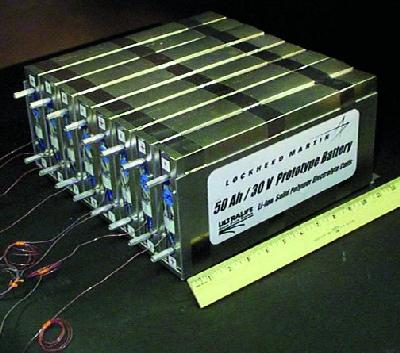
یک نمونه آزمایشی که توسط شرکت لاکهید مارتین آمریکا برای پروژه‌های ناسا طراحی شده‌است.

- باتری‌های لیتیوم پلیمر و تاریخچه آن‌ها

سابقه تولید و استفاده از سلول‌های لیتیوم-پلیمر (LiPo) به پژوهش‌های گسترده انجام‌شده در دهه ۱۹۸۰ میلادی بر روی سلول‌های لیتیوم- یون و لیتیوم- فلز برمی‌گردد. این پژوهش‌ها منجر به موفقیت بزرگی در این زمینه با تولید اولین سلول استوانه‌ای لیتیوم- یون توسط شرکت سونی در سال ۱۹۹۱ شد. پس‌ازآن سایر شکل‌های ساختاری و بسته‌بندی شامل قالب کیسه‌ای با نام لیتیوم- پلیمر نیز معرفی شدند.
- منشأ طراحی و اصطلاحات فنی

منشأ طراحی سلول‌های لیتیوم-پلیمر به باتری‌های لیتیوم-یون و لیتیوم- فلز برمی‌گردد. تفاوت اصلی سلول‌های لیتیوم- پلیمر این است که به‌جای استفاده از الکترولیت لیتیوم – نمک (مانند LiPF) که در حلال ارگانیک مانند (EC/DMC/DEC) نگه‌داری می‌شود، در این باتری‌ها از الکترولیت پلیمر جامد (SPE) مانند اکسید پلی‌اتیلن (PEO)، پلی آکریلونایتریل (PAN)، پلی متیل متاکریلات (PMMA) یا پلی وینیلیدین فلوراید (PVdF) استفاده‌شده‌است.
الکترولیت‌های جامد را در سه دسته می‌توان طبقه‌بندی کرد: SPE خشک، SPE ژله‌ای و SPE متخلخل. SPE خشک در اولین باتری‌های ساخته‌شده از این نوع در سال ۱۹۷۸ توسط میشل آرماند در دانشگاه دومین و شرکت‌های ANVAR و Aquitaine Elf فرانسه و شرکت Hydro Quebec کانادا مورد استفاده واقع شد. از سال ۱۹۹۰ چندین شرکت مانند Mead و Valence در ایالات‌متحده و GS Yuasa در ژاپن باتری‌هایی با SPE ژله‌ای تولید کردند. در سال ۱۹۹۶، شرکت Bellcore در ایالات‌متحده سلول لیتیوم پلیمری قابل شارژ با SPE متخلخل را به بازار عرضه کرد.
یک سلول معمولی شامل سه جزء اصلی است: الکترود مثبت، الکترود منفی، جداکننده و الکترولیت. جنس جداکننده نیز می‌تواند پلیمری به شکل لایه‌نازک متخلخل پلی‌اتیلن (PE) یا پلی‌پروپیلن (PP) باشد؛ بنابراین حتی زمانی که سلول الکترولیت مایع دارد، هنوز بخشی از آن یک پلیمر محسوب می‌شود. علاوه بر این، الکترود مثبت شامل سه بخش لیتیوم-اکسید فلز واسطه (مانند LiCoO2 یا LiMn2O4)، یک ماده افزودنی رسانا و یک اتصال‌دهنده پلیمری از جنس پلی وینیلیدین فلوراید (PVdF) است. الکترود منفی نیز می‌تواند ساختاری مشابه با الکترود مثبت و شامل سه بخش باشد، با این تفاوت که کربن جایگزین اکسید فلز واسطه شده‌است.
- اصول عملکرد

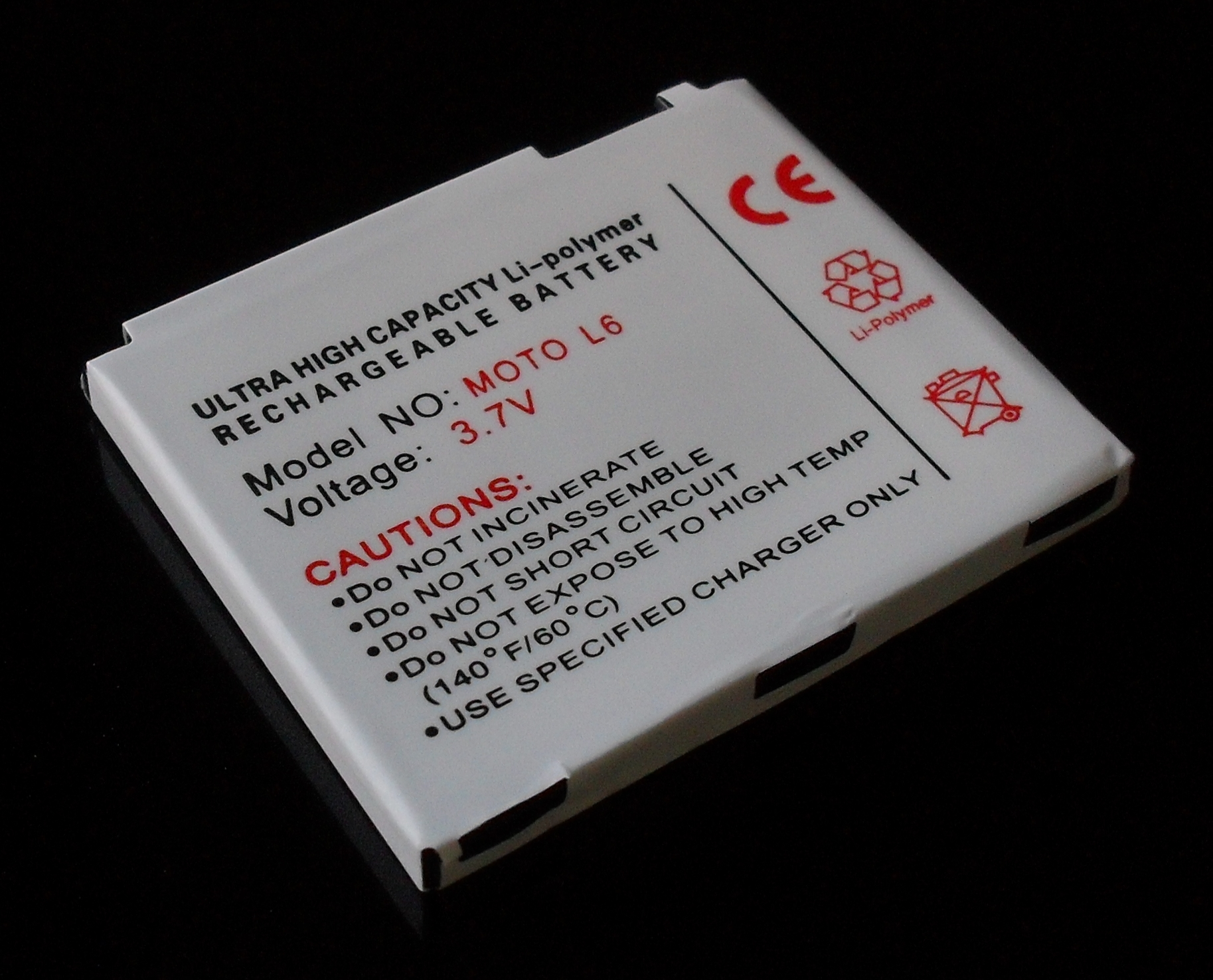
نمونه‌ای از یک باتری لیتیم پلیمر که برای استفاده در تلفن همراه طراحی شده‌است.

- مبحث اصلی: باتری لیتیوم- یون و الکتروشیمی

مشابه با سایر سلول‌های لیتیوم-یون، سلول‌های لیتیوم- پلیمر بر مبنای افزودن و کاستن (intercalation و de-intercalation) یون‌های لیتیوم از ماده سازنده الکترود مثبت و الکترود منفی کار می‌کنند و مایع الکترولیت وظیفه رسانایی را به عهده دارد. برای جلوگیری از تماس مستقیم بین الکترودها، یک جداکننده ریز متخلخل بین آن‌ها قرار داده‌شده که تنها به یون‌ها اجازه عبور می‌دهد و ذرات سازنده الکترودها نمی‌توانند به سمت دیگر بروند.
میزان شارژ
- مبحث اصلی: باتری‌های لیتیوم-یون و شارژ و تخلیه آن‌ها

ولتاژ یک سلول لیتیوم پلیمر بستگی به ساختار شیمیایی آن دارد و برای باتری‌های لیتیوم- فلز-اکسید (مانند LiCoO2) بین ۲٫۷ تا ۳ ولت (تخلیه‌شده) تا ۴٫۲ ولت (کاملاً شارژ شده) بوده و این مقدار برای باتری‌های لیتیوم-آهن- فسفر (LiFePO4) بین ۱٫۸ تا ۲ ولت (تخلیه‌شده) و ۳٫۶ تا ۳٫۸ (شارژ شده) است.
میزان دقیق ولتاژ باید در برگه مشخصات فنی محصول مشخص شود و باید به این موضوع توجه کرد که سلول‌ها باید توسط یک مدار الکترونیک از شارژ بیش‌ازحد یا تخلیه بیش‌ازحد مصون بمانند.
برای مجموعه سلول‌های لیتیوم- پلیمر که به شکل سری به هم متصل شده‌اند، یک شارژکننده اختصاصی می‌تواند بر میزان شارژ هر سلول نظارت کرده و تمامی سلول‌ها را به سطح یکسانی از شارژ برساند (SOC).
- اعمال فشار بر روی سلول‌های لیتیوم- پلیمر

برخلاف سلول‌های لیتیوم- یون استوانه‌ای و منشوری که در یک قاب صلب فلزی قرار دارند، سلول‌های لیتیوم – پلیمر دارای قاب انعطاف‌پذیر فویل (ورقه پلیمری) است و در نتیجه این سلول‌ها انعطاف‌پذیری بیشتری دارند. این سلول‌ها تقریباً ۲۰٪ سبک‌تر از سلول‌های استوانه‌ای معادلشان با ظرفیت یکسان هستند.
سبک‌وزن بودن این سلول‌ها برای کاربردهایی که نیاز به حداقل وزن دارد، مانند مدل‌های کنترل‌شونده از راه دور، یک مزیت به‌شمار می‌رود. بااین‌حال ثابت‌شده‌است که وارد شدن یک فشار متوسط بر لایه‌های این سلول‌ها می‌تواند باعث کاهش پایداری ظرفیت آن‌ها شود. این کاهش به علت بیشینه شدن تماس بین اجزا و جلوگیری از جدا شدن ورقه‌ها و تغییر شکل آن‌ها رخ می‌دهد که در نهایت باعث افزایش امپدانس سلول و خرابی تدریجی آن خواهد شد.
- کاربردها
- مبحث اصلی: باتری‌های لیتیوم- یون و کاربردهای آن‌ها

سلول‌های لیتیوم- پلیمر مزیت‌های جالب‌توجهی برای تولیدکنندگان دارند. با استفاده از این سلول‌ها می‌توان باتری‌ها را در تقریباً هر شکل دلخواهی تولید کرد. برای مثال، به دلیل فضای کم و محدودیت وزن برای تلفن‌های همراه و لپ‌تاپ‌ها در این محصولات از سلول‌های لیتیوم- پلیمر استفاده می‌شود. همچنین، این سلول‌ها نرخ تخلیه درونی پایینی، در حدود ۵٪ در هرماه، دارند.
- مدل‌های کنترل‌شونده از راه دور و ایرسافت

باتری‌های لیتیم-پلیمر بازار هواپیماهای و خودروهای مدل کنترل‌شونده از راه دور و قطارهای با اندازه بزرگ را در اختیار گرفته‌اند و این به دلیل توجیه اقتصادی قیمت آن‌ها در مقابل سبک بودن و ظرفیت بالا و انتقال توان آن‌ها است. البته برخی از گزارش‌ها در مورد خطر آتش‌سوزی در صورت عدم استفاده از باتری‌ها مطابق با دستورالعمل تعیین‌شده هشدار می‌دهند.
در اواسط سال ۲۰۱۶، بسته‌های سلول‌های لیتیوم- پلیمر توانایی تأمین ۱٫۳ آمپرساعت، تخلیه پیوسته C95 و تخلیه کوتاه‌مدت C190 را داشتند. در ماه مارس سال ۲۰۱۷، بسته‌های سلول‌های لیتیوم-پلیمر در پیکربندی‌های متنوعی، بیشتر با ظرفیت ۶۴۰۰ میلی آمپرساعت ولتاژ حداکثر ۴٫۲ ولت به ازای هر سلول، برای تأمین توان خودروهای مدل و بالگردها و هواپیماها کنترل‌شونده از راه دور مورد استفاده قرار می‌گرفتند. البته برخی از گزارش‌ها در مورد خطر آتش‌سوزی در صورت عدم استفاده از باتری‌ها مطابق با دستورالعمل تعیین‌شده هشدار می‌دهند.
بسته‌های سلول‌های لیتیوم- پلیمر در ورزش ایرسافت (ورزشی تقریباً مشابه با پینت بال) به شکل گسترده‌ای مورد استفاده قرار می‌گیرند. مزیت این سلول‌ها جریان‌های تخلیه بزرگ و چگالی انرژی بالاتر نسبت به باتری‌های NiMH است که برتری عملکردی قابل‌توجهی (نرخ آتش بالاتر) را فراهم می‌کند. جریان‌های تخلیه بزرگ به دلیل پدیده قوس الکتریکی به کنتاکت‌ها آسیب می‌رسانند (چون باعث اکسید شدن کنتاکت‌ها و انباشت شدن کربن روی آن‌ها می‌شوند). به همین دلیل توصیه می‌شود که از کلیدهای حالت‌جامد MOSFET استفاده شود یا کنتاکت‌های ماشه اسلحه به شکل منظم تمیز شوند.
- وسایل الکترونیکی شخصی

باتری‌های لیتیوم- پلیمر به شکل گسترده‌ای درگوشی‌های همراه، تبلت‌ها، پاور بانک‌ها، لپ‌تاپ‌های سبک‌وزن، دستگاه‌های پخش موسیقی، دسته‌های بی‌سیم بازی‌ها، سیگارهای الکترونیک و سایر کاربری‌هایی که اندازه باتری در آن‌ها مهم است و چگالی انرژی از قیمت اهمیت بیشتری دارد، مورد استفاده قرار می‌گیرد.
- خودروهای الکتریکی

استفاده از سلول‌های لیتیوم- پلیمر در قالب کیسه‌ای برای تأمین توان باتری‌های خودروهای الکتریکی در حال بررسی است. باوجوداین که می‌توان از تعداد زیادی از سلول‌هایی با ظرفیت کم برای دستیابی به توان و انرژی لازم برای حرکت خودرو استفاده کرد، برخی از تولیدکنندگان و مراکز پژوهشی به دنبال سلول‌های لیتیوم یون بزرگ‌تری با ظرفیتی بیشتر از ۵۰ آمپرساعت برای این منظور هستند. با محتوای انرژی بالاتر به ازای هر سلول، تعداد سلول‌ها و اتصالات الکتریکی در مجموعه باتری کاهش خواهد یافت اما ممکن است خطر مربوط به استفاده از هرکدام از این سلول‌های با ظرفیت بالا بیشتر شود.
شرکت هیوندای از این نوع از باتری‌ها در برخی از خودروهای هیبریدی خود استفاده کرده‌است. شرکت کیا نیز در باتری خودروی Kia Soul از این فناوری استفاده خواهد کرد. خودروی Bollore Bluecar نیز که برای استفاده در طرح‌های اشتراک از خودرو در چند شهر به بازار عرضه‌شده‌است، از این فناوری استفاده خواهد کرد.
هواپیماهای سبک و گلایدرهای خود پرتاب جدید مانند Airport Silent 2 Electro و Pipstrel WATTsUp از باتری‌های لیتیوم- پلیمر برای تأمین انرژی خود استفاده کرده‌اند. برخی از مدل‌های بزرگ‌تر گلایدرها مانند Schempp-Hirth Ventus-2 از فناوری موتورهای خوداتکا استفاده کرده‌اند.
ایمنی
- باتری‌های لیتیوم- یون و ایمنی آن‌ها

سلول‌های لیتیوم- پلیمر مشکلاتی مشابه با سایر سلول‌های لیتیوم- یون دارند. این امر به این معنی است که شارژ بیش‌ازحد، تخلیه بیش‌ازحد، دمای بالا، اتصال کوتاه شدن، ضربه و نفوذ می‌تواند باعث خرابی‌اساسی شامل پاره شدن کیسه حاوی سلول‌ها، نشت الکترولیت و آتش‌سوزی شود.
تمامی سلول‌های لیتیوم- یون در سطوح بالای میزان شارژ (SOC) یا شارژ بیش‌ازحد به علت تبخیر جزئی منبسط می‌شوند. این امر می‌تواند موجب جدا شدن ورقه‌ها و در نتیجه تماس نامناسب بین لایه‌های سلول شده و قابلیت اطمینان و چرخه عمر سلول را کاهش دهد. این مشکل در سلول‌های لیتیوم – پلیمر بسیار ملموس است و این سلول‌ها به دلیل عدم وجود قاب مستحکم منبسط می‌شوند.
- سلول‌های لیتیومی با الکترولیت پلیمر جامد

سلول‌های لیتیومی با الکترولیت پلیمر جامد هنوز به‌طور کامل تجاری‌سازی نشده‌اند و در مرحله پژوهشی قرار دارند. نمونه‌های اولیه این سلول‌ها محصولی بین باتری‌های لیتیوم- یون (با الکترودت مایع) و باتری‌های کاملاً پلاستیکی لیتیوم- یون حالت‌جامد هستند.
ساده‌ترین روش برای ساخت این سلول‌ها استفاده از یک ماتریس پلیمر مانند پلی وینیلیدین فلوراید (PVdF) یا پلی آکریلونایتریل (PAN)، به شکل ژل با استفاده از نمک‌ها و محلول‌های پرکاربرد مانند LiPF6 در EC/DMC/DEC است.
نیشی به این مسئله اشاره می‌کند که شرکت سونی تحقیقات خود را در مورد سلول‌های لیتیوم – یون با الکترولیت‌های ژل پلیمر (GPE) در سال ۱۹۸۸، قبل از تجاری‌سازی سلول لیتیوم یونی مایع در سال ۱۹۹۱، شروع کرده بود. در آن زمان باتری‌های پلیمری آینده درخشانی داشتند و به نظر می‌رسید که استفاده از الکترولیت‌های پلیمری تبدیل به یک ضرورت شود. در نهایت این نوع از سلول‌ها در سال ۱۹۹۸ وارد بازار شدند. بااین‌حال کروساتی استدلال می‌کند که غشاهای ژل‌مانند در دسته الکترولیت‌های پلیمری قرار نمی‌گیرند و به دسته سیستم‌های ترکیبی که در آن‌ها فازهای مایع در ماتریس پلیمر وجود دارد، تعلق دارند. اگرچه این الکترولیت‌های پلیمری در ظاهر خشک به نظر می‌رسند، ۳۰ تا ۵۰٪ از آن‌ها مایع حلال است. از این نظر، یک سؤال صریح در مورد چگونگی تعریف یک باتری پلیمری وجود دارد.
یکی از اصطلاحات مورد استفاده در پژوهش‌های انجام‌شده برای این سیستم شامل الکترولیت پلیمر هیبریدی (HPE) است. عبارت هیبریدی در اینجا به معنی ترکیب ماتریس پلیمر، حلال مایع و نمک خواهد بود. سیستمی مشابه با این توسط شرکت Bellcore برای ارائه مدلی اولیه از سلول لیتیوم- پلیمر در سال ۱۹۹۶ مورد استفاده قرارگرفته بود. در آن زمان این سیستم با نام سلول لیتیوم-یون پلاستیکی (PLiON) شناخته می‌شد و در سال ۱۹۹۹ به بازار عرضه گردید.
الکترولیت پلیمر جامد (SPE)، برای مثال، می‌تواند ترکیبی از lithium bis(fluorosulfonyl)imide یا همان (LiFSI) و پلی‌اتیلن اکسید (POE) یا پلی‌تری متیلن کربنات (PTMC) با وزن مولکولی بالا باشد.
عملکرد این الکترولیت‌ها معمولاً بر مبنای پیکربندی نیم سلولی و همراه با یک الکترود فلزی لیتیوم که یک سیستم سلول لیتیوم- فلز را تشکیل می‌دهد، ارزیابی می‌شود. هرچند در برخی موارد این الکترولیت‌ها با مواد کاتدهای معمولی لیتیوم-یون مانند لیتیوم- یون – فسفات (LiFePO4) مورد آزمایش قرارگرفته‌اند.
سایر تلاش‌ها برای طراحی سلول الکترولیت پلیمری شامل استفاده از مایعات یونی غیر ارگانیک مانند 1-butyl-3-methylimidazolium tetrafluoroborate با نام مخفف ([BMIM]BF4) به‌عنوان روان‌کننده (Plasticizer) در ماتریس‌های پلیمری ریز متخلخل مانند poly(vinylidene fluoride-co-hexafluoropropylene)/poly(methylcrylate) با نام مخفف PVDF-HFP/PMMA است.
- سلول‌های لیتیوم- پلیمر ولتاژ بالا با افزودنی سیلیکون- گرافین

در فناوری‌های جدید باتری‌های لیتیومی از افزودنی سیلیکون – گرافین به‌منظور جلوگیری از خرابی آند در طول تخلیه و افزایش عمر استفاده‌شده‌است. یک اثر جانبی در هنگام تخلیه در ولتاژهای بالای ۴٫۲ ولت کاهش چرخه عمر به همراه افزایش مقاومت داخلی به‌شمار می‌رود. افزودنی‌های جدید سیلیکون-گرافین به جلوگیری از خرابی آند از فرسایش در طول استفاده کمک می‌کند و بنابراین آند می‌تواند در ولتاژهای بالایی مانند ۴٫۳۵ ولت یا بیشتر کار کند.
مزیت کار در ولتاژ بالا مانند ۴٫۳۵ ولت، افزایش چگالی انرژی در مقایسه با باتری‌های هم‌اندازه و هم‌وزن لیتیوم- پلیمر است که در ولتاژ حداکثر ۴٫۲ ولتی کار می‌کنند. باتری‌های لیتیومی که با نام سازگار با ولتاژ بالا شناخته می‌شوند، می‌توانند در ولتاژ ۴٫۳۵ ولت کار کنند. هیچ‌گاه یک باتری استاندارد لیتیوم- پلیمر را بالاتر از ۴٫۲ ولت شارژ نکنید چون ممکن است به آن آسیب واردشده یا دچار آتش‌سوزی شود.
- لیتیوم- پلیمر: محصولی مؤثر و پرکاربرد یا تبلیغات بی‌اساس؟

چرا باتری‌های لیتیوم – پلیمر بسیار محبوب هستند؟
اصطلاح پلیمری معمولاً برای توصیف باتری‌های لیتیوم- پلیمر به کار می‌رود. بااین‌حال مصرف‌کنندگان معمولاً تمایزی بین باتری‌های لیتیوم- یون و ساختار کیسه‌مانند باتری پلیمری تمایز قائل نمی‌شوند. افزودن یک نوع جدید از باتری مزیت کمی دارد و تنها بازار را سردرگم خواهد کرد. باوجوداین که تلقی مصرف‌کننده از پلیمر همان پلاستیک است، پلیمرها شامل طیف وسیعی از مواد از پلاستیک‌های مصنوعی تا پلیمرهای زیستی و پروتئین‌هایی هستند که ساختار بیولوژیکی ما را تشکیل داده‌اند.
باتری لیتیوم – پلیمر با سایر سیستم‌های باتری ازنظر نوع الکترولیت مورد استفاده متفاوت است. طراحی اولیه باتری‌های پلیمری به دهه ۱۹۷۰ و استفاده از الکترولیت پلیمر جامد (خشک) به شکل یک لایه‌نازک پلاستیکی برمی‌گردد. این عایق اجازه تبادل یون‌ها (اتم‌های باردار) را می‌دهد و جایگزین جداکننده‌های متخلخل سنتی است که درون الکترولیت قرار می‌گیرند.
پلیمر جامد رسانایی ضعیفی در دمای اتاق دارد و باتری باید تا دمای ۶۰ درجه سلسیوس (۱۴۰ درجه فارنهایت) گرم شود تا بتواند جریان را از خود عبور دهد. باتری‌های پلیمری بزرگ برای کاربردهای ثابت و غیر متحرک نیاز به گرم شدن داشتند، اما این باتری‌ها به‌تدریج حذف شدند. بیشترین تبلیغات برای باتری‌های پلاستیکی واقعی در ابتدای دهه ۲۰۰۰ انجام شد ولی به دلیل عدم رسانایی در دمای محیط تحقق نیافت.
برای رسانا شدن باتری‌های لیتیوم- پلیمر جدید در دمای اتاق، الکترولیت به شکل ژل به آن اضافه شد. امروزه بیشتر سلول‌های لیتیوم- یون از یک جداساز ریز متخلخل به همراه یک ماده مرطوب‌کننده استفاده می‌کنند. باتری‌های لیتیوم- پلیمر بر روی سیستم‌های متعددی مانند لیتیوم- کبالت، NMC، لیتیوم- فسفات و لیتیوم- منگنز قابل پیاده‌سازی بوده و محدود به یک ساختار شیمیایی برای باتری نیستند. اکثر باتری‌های لیتیوم- پلیمر مبتنی بر استفاده از کبالت بوده و مواد فعال دیگری نیز ممکن است به آن‌ها اضافه شود.
با افزودن الکترولیت به شکل ژل، چه تفاوتی بین یک باتری لیتیوم- یون و باتری لیتیوم- یون پلیمری وجود دارد؟ ازنظر مصرف‌کننده، باتری لیتیوم- پلیمر مشابه باتری لیتیوم یون است. هر دو سیستم از مواد یکسانی برای کاتد و آند استفاده می‌کنند و مقدار الکترولیت مشابهی دارند.
باتری لیتیوم- پلیمر از این نظر منحصربه‌فرد است که الکترولیت ریز متخلخل جایگزین جداساز متخلخل سنتی شده‌است. باتری‌های لیتیوم- پلیمر انرژی بالاتری دارند و می‌توانند در اندازه کوچک‌تری نسبت به باتری‌های لیتیوم- یون متداول ساخته شوند ولی هزینه ساخت آن‌ها نسبت به طراحی استوانه‌ای بالاتر است. معمولاً در محافل فنی سلول‌های کیسه‌ای همگی به‌عنوان باتری‌های لیتیوم – پلیمر شناخته می‌شوند.
سلول‌های لیتیوم- پلیمر معمولاً در بسته‌بندی‌های انعطاف‌پذیر ساخته‌شده از فویل که شکلی مشابه با بسته‌بندی‌های مواد غذایی دارند، به بازار عرضه می‌شوند. درحالی‌که یک باتری لیتیوم- یون استاندارد نیاز به قاب صلب برای کنار هم قرار دادن الکترودها دارد، باتری لیتیوم- پلیمر از ورقه‌هایی برای این کار استفاده می‌کند که نیاز به تحت‌فشار قرار دادن ندارند. یک محفظه ساخته‌شده از فویل وزن را نسبت به محفظه‌های معمولی و سخت ۲۰ درصد کاهش می‌دهد. فناوری لایه‌نازک این امکان را فراهم کرده‌است که باتری‌ها در هر شکل دلخواهی طراحی‌شده و قابل جاسازی درگوشی‌های همراه و تبلت‌ها باشند. باتری‌های لیتیوم- پلیمر به شکل بسیار نازک نیز و در حد ضخامت یک کارت اعتباری قابل ساخت هستند. سبکی وزن و بالا بودن توان مخصوص باتری‌های لیتیوم- پلیمر را تبدیل به انتخاب موردعلاقه برای کاربردهای سرگرمی‌کرده‌است.
مشخصه‌های شارژ و تخلیه باتری‌های لیتیوم- پلیمر با سایر سیستم‌های لیتیوم-یون یکسان است و نیاز به شارژکننده اختصاصی ندارد. مسائل ایمنی نیز مشابه بوده و نیاز به مدارهای محافظ وجود دارد. جمع شدن گاز در حین شارژ کردن ممکن است باعث انبساط سلول‌های منشوری و کیسه‌ای شود و تولیدکننده‌های تجهیزات الکترونیک باید فضای اضافی را برای این انبساط در نظر بگیرند. ممکن است باتری‌های لیتیوم- پلیمر در بسته‌بندی‌های فویل عمر کمتری نسبت به باتری‌های لیتیوم- یون در بسته‌بندی‌های استوانه‌ای داشته باشند.

### دلیل باد کردن باتری های لیتیوم پلیمر
اما بهتر است ببینیم چه موضوعی باعث این باد کردگی در باتری های لیتیوم پلیمر می‌شود. مهمترین دلیل باد کردگی باتری های لیتیوم پلیمر به دلیل تجزیه الکترولیت پلیمری است مواد حاصل از تجزیه این نوع از الکترولیت ها به صورت گازی بودند و در محفظه بسته باتری قرار می‌گیرند و راه خروج ندارند و همین موضوع باعث باد کردن باتری های لیتیوم پلیمر می‌شود.
یکی از دلایل اصلی در باد کردن باتری های لیتیوم پلیمر خارج شدن ولتاژ باتری از محدوده مجاز پایدار الکترولیت است. اگر بخواهیم ساده تر بگوییم همانطور که قبلاً گفته شد باتری‌های لیتیوم پلیمری دارای یک ولتاژ کاری هستند که خارج شدن باتری از آن محدوده می‌تواند آسیب‌های جبران‌ناپذیری را به باتری بزند. به بیان ساده‌تر اگر ولتاژ باتری از محدوده خاص فراتر یا پایین‌تر رود الکترولیت پلیمری تجزیه می‌شود و به محصولات گازی تبدیل می شود و همین امر باعث بادکردگی باتری لیتیوم-پلیمر خارج شد.بنابراین اولین نکته در این مورد این است که دقت کنید تا باتری کوادکوپتر یا ماشین کنترلی شما از محدوده مجاز ولتاژ بالاتر یا پایین تر نرود.